# Harbach (Gasteiner Ache)
Der Harbach ist ein rechter Nebenbach der Gasteiner Ache in der Marktgemeinde Bad Hofgastein im österreichischen Bundesland Salzburg. Das Bestimmungswort des Namens leitet sich vom althochdeutschen Wort horo für „Schlamm, Brei, Schmutz“ ab.

## Geografie

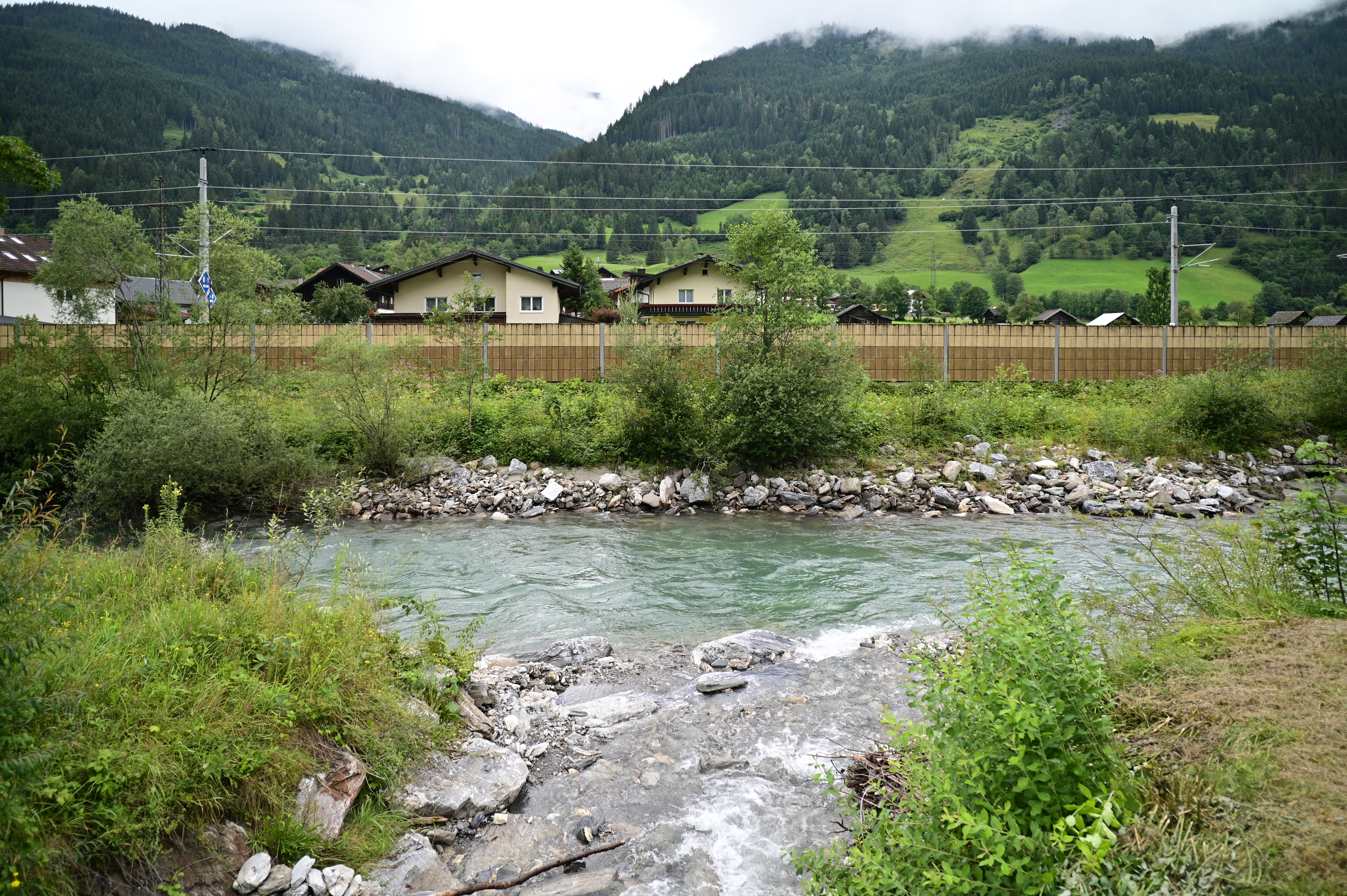
Mündung des Harbachs in die Gasteiner Ache

Der Harbach entspringt auf einer Höhe von 1848 m ü. A. an den Berghängen den Aukopfs in der Ankogelgruppe. Er weist eine Gesamtlänge von 3,7 km auf. Sein Einzugsgebiet ist 6,6 km² groß. Der Bach fließt zunächst groß von Südosten nach Nordwesten. Er nimmt als rechte Nebenbäche zuerst den Alpseitengraben, dann den Nasenbach mit einem Einzugsgebiet von 2,1 km² auf. Der Abschnitt des Harbachs bis zur Einmündung des Nasenbachs wird auch als Brandmaißgraben bezeichnet und weist ein Einzugsgebiet von 3,4 km² auf. Alternativ gilt der Nasenbach als Teil des Harbachs und der Brandmaißgraben als Nebenbach des Harbachs.
Der Harbach schlägt danach eine Fließrichtung von Osten nach Westen ein. Er verläuft nun durch die gleichnamige Rotte Harbach. Dort wird er zuerst von den Fernradwegen Ciclovia Alpe Adria und EuroVelo 7, dann von der Landesstraße B167 über die Harbachbrücke gequert. Er mündet schließlich auf einer Höhe von 825 m ü. A. am nordwestlichen Ortsrand der Rotte Harbach rechtsseitig in die Gasteiner Ache.

## Geschichte
Der Harbach sowie der Gadaunerbach, der Haitzingbach und der Hundsdorferbach traten am 11. August 1933 über die Ufer und vermurten weiträumig Felder. Der Gesamtschaden von etwa 70 Besitzern wurde auf circa 120.000 Schilling geschätzt.